# نصیحت‌نامه‌ها
نصیحت‌نامه ژانری در ادبیات امپراتوری عثمانی بود که در آن، نویسندگان با ذکر روایت‌های دینی و تاریخی به نصیحت سلاطین عثمانی می‌پرداختند. «تاریخ ابوالفتح» و «داستان و تواریخ ملوک آل‌عثمان» از جمله نصیحت‌نامه‌ها بودند.